# Ислам в Брунее
Ислам является официальной религией Брунея.

## Состав
Около 80 %  населения Брунея составляют мусульмане, в основном сунниты малайского происхождения. 
Большинство других мусульманских групп — это малайские кедаяне (обращённые из коренных племенных групп), местные китайцы и новообращенные даяк-ибан.